# União da Vila do IAPI
A Associação Recreativa e Carnavalesca União da Vila do IAPI é uma escola de samba do carnaval de Porto Alegre.

## História
A União da Vila do IAPI foi fundada em 21 de março de 1980 na Vila do IAPI. Suas cores são o azul, o vermelho e o branco, o símbolo da escola é uma locomotiva de um trem; inicialmente era um pequeno bloco que desfilava nas ruas do bairro IAPI  composta pelos seus fundadores e pela comunidade. O bloco era chamado de Bloco do Bolinha. Era uma grande festa que foi levada tão a sério  que  hoje se tornou escola de samba que é considerada "a simpatia do carnaval" entre todas as outras escolas da cidade. Atualmente a sede da escola fica na Rua: Bernardino Silveira Amorim, 915,  no bairro Sarandi. 
A escola jamais venceu o grupo especial tendo suas melhores colocações os vice-campeonatos em 1991, 2004, 2014 e 2017. A escola que introduziu o ritmos afros nos ensaios na sua quadra, teve sua primeira quadra no bairro IAPI que, no ano de 1990, foi para o bairro Chácara das Pedras. Família Guedes, Jorge Sodré, Claudião da Vila (intérprete da escola nos anos 1980), entre outros estão entre os destaques da escola. Já teve como interpretes Quinho, Vinícius Machado, Kauby, Carlos Medina, Igor Sorriso entre outros.

## Segmentos

### Presidentes
| Nome                  | Mandato    | Ref.        |
| --------------------- | ---------- | ----------- |
| Airton Guedes “Pingo” | 1980-1984  | [ 3 ]       |
| Airton Guedes “Pingo” | 1990       | [ 1 ]       |
| Sílvio Branco         | 1991–1992  | [ 1 ]       |
| Cláudio Luiz Dias     | 1993–1994  | [ 1 ]       |
| Sílvio Branco         | 1995       | [ 1 ]       |
| Irineu Conceição      | 1996       | [ 1 ]       |
| Maria Iara Rosa       | 1997-1998  | [ 1 ]       |
| Jorge Luiz Sodré      | 1999-2000  | [ 1 ]       |
| Nilson Guedes “Gordo” | 2001-2004  |             |
| José Newton Duarte    | 2005       |             |
| Jorge Luiz Sodré      | 2006-2017  | [ 4 ]       |
| Silvio Marcial        | 2018–2020  | [ 5 ]       |
| Tatiane Farias        | 2020-2024  | [ 6 ] [ 7 ] |
| Jorge Luiz Sodré      | 2024-Atual | [ 8 ]       |

### Diretores
| Ano  | Diretor de Carnaval           | Diretor de harmonia      | Ref.   |
| ---- | ----------------------------- | ------------------------ | ------ |
| 1990 | Sílvio Branco                 | Édio Onofre “Queixinho”  | [ 1 ]  |
| 1991 | Luiz Mauro Barbosa            | João Aruanda             | [ 1 ]  |
| 1992 | Luiz Mauro Barbosa            | Wilson Nei e Jorge Ramos | [ 1 ]  |
| 1993 | Mestre Nilton                 | Paulão da Tinga          | [ 1 ]  |
| 1994 | João Carlos “Gago”            | Gilberto Machado         | [ 1 ]  |
| 1995 | Cleusa Astigarraga            | Jorge Ramos              | [ 1 ]  |
| 1996 | Paulo Freitas e Nilson Guedes | Roberto Costa            | [ 1 ]  |
| 1997 | Luiz Fernando Gomes           | Jorge Ramos              | [ 1 ]  |
| 1998 | Deoclécio Souza               | Wilson Nei               | [ 1 ]  |
| 1999 | Ademir Inácio                 | Edson Vieira             | [ 1 ]  |
| 2000 | Guaraci Feijó                 | Edson Vieira             | [ 9 ]  |
| 2013 | Elbdes Rodrigues (Turco)      | Victor Nascimento        | [ 10 ] |
| 2014 | Elbdes Rodrigues (Turco)      | Victor Nascimento        | [ 4 ]  |
| 2015 | Comissão de carnaval          |                          | [ 11 ] |
| 2020 | Jorge Sodré                   | Sandrinho Gessé          | [ 12 ] |
| 2022 | Jorge Sodré                   |                          | [ 6 ]  |
| 2023 | Marcelo Demétrio              |                          | [ 7 ]  |
| 2024 | Comissão                      |                          | [ 13 ] |

| Ano        | Mestre de bateria             | Ref.         |
| ---------- | ----------------------------- | ------------ |
| 1983       | Jorge Toledo                  | [ 3 ]        |
| 1990-1991  | Irajá Guterres                | [ 1 ]        |
| 1992-1993  | Nilton Deoclides Pereira      | [ 1 ]        |
| 1994-1995  | Mestre Chiquinho Capelão      | [ 1 ]        |
| 1996       | César Augusto                 | [ 1 ]        |
| 1997       | Renato Francisco da Silva     | [ 1 ]        |
| 1998-2000  | Antônio Carlos “Sarrinho”     | [ 1 ]        |
| 2001-2002  | Rafael Brito                  |              |
| 2003       | Claudio Toralles              |              |
| 2004       | Mestre Chiquinho Capelão      |              |
| 2005-2007  | Sandro Gravador               | [ 14 ]       |
| 2008-2010  | Mestre Chiquinho Capelão      | [ 15 ]       |
| 2011-2015  | Mestre Boneco                 | [ 16 ]       |
| 2016-2017  | Ninho Pujol                   | [ 2 ]        |
| 2018-2024  | Mestre Boneco                 | [ 17 ] [ 7 ] |
| 2025-Atual | Mestre Deives e Mestre Walker | [ 8 ]        |

### Casal de Mestre-sala e Porta-bandeira
| Ano        | Nome                                       | Ref.        |
| ---------- | ------------------------------------------ | ----------- |
| 1983       | Franscisco Vieira e Ligia Regina           | [ 3 ]       |
| 1984       | Marco Aurelio e Ligia Regina               | [ 3 ]       |
| 1989       | Jorge Santos e Tanajara Dione              |             |
| 1990       | Hamilton Dias e Lívia Aparecida            | [ 1 ]       |
| 1991       | Gustavo Giró e Michelle Lima               | [ 1 ]       |
| 1992       | Marcelinho e Michelle Lima                 | [ 1 ]       |
| 1993       | Marcelinho e Isabel Cristina               | [ 1 ]       |
| 1994       | Hamilton Dias e Carmem Ananias             | [ 1 ]       |
| 1995       | Marcelinho e Paula Verônica                | [ 1 ]       |
| 1996       | Gilberto “Maiko” e Gislaine Freitas “Giza” | [ 1 ]       |
| 1997       | Márcio de Souza e Fernanda Bittencourt     | [ 1 ]       |
| 1998       | Antônio Ricardo “Chulá” e Sílvia Barreto   | [ 1 ]       |
| 1999       | Antônio Ricardo “Chulá” e Cristiane Santos | [ 1 ]       |
| 2000-2003  | Antônio Ricardo “Chulá” e Sílvia Barreto   | [ 18 ]      |
| 2004-2007  | Antônio Ricardo “Chulá” e Helida Freitas   | [ 19 ]      |
| 2008-2009  | Evandro Ferraz e Helida Freitas            | [ 20 ]      |
| 2010       | Gustavo Tiriri e Helida Freitas            | [ 21 ]      |
| 2011       | Gustavo Tiriri e kelly Oliveira            | [ 22 ]      |
| 2012-2015  | Gustavo Tiriri e Suelene Neves             | [ 23 ]      |
| 2016       | Marcelinho e Suelene Neves                 | [ 24 ]      |
| 2017       | Raphael Rodrigues e Suelene Neves          | [ 25 ]      |
| 2019-2020  | Fábio Nicoletti e Nátally Lemos            | [ 12 ]      |
| 2021       | Evandro Ferraz e Lauren Minuto             |             |
| 2022-2024  | Evandro Ferraz e Suelene Neves             | [ 6 ] [ 7 ] |
| 2025-Atual | Alyson Prado e Andriele Brum               | [ 8 ]       |

### Corte de Bateria
| Ano  | Rainha          | Madrinha          | Ref.   |
| ---- | --------------- | ----------------- | ------ |
| 2013 | Vivian Trindade | Quellen Rodrigues | [ 10 ] |

## Carnavais
| Ano                         | Colocação       | Grupo           | Enredo | Carnavalesco                                    | Intérprete                            | Ref.                                     |
| --------------------------- | --------------- | --------------- | --- | ----------------------------------------------- | ------------------------------------- | ---------------------------------------- |
| 1982                        | 3.º lugar       | III             | Esplendor amazônico. | Marco Antonio Pires                             | Serginho                              | [ 26 ] [ 3 ]                             |
| 1983                        | Campeã          | III             | Festa no jardim. |                                                 | Noeli Santos "Nica"                   | [ 26 ] [ 3 ]                             |
| 1984                        | Campeã          | II              | O Trem da Alegria em direção à estação da paz.                                                                                     | Caco Rabelo, Adilson Guedes e Hamilton          | Claudião da Vila                      | [ 26 ] [ 27 ] [ 3 ]                      |
| 1985                        | 4.º lugar       | I               | Não tá aqui, Não lá lá…Onde é que tá?                                                                                              |                                                 | Cláudião da Vila                      | [ 26 ] [ 26 ] [ 28 ]                     |
| 1986                        | 5.º lugar       | I               | Do IAPI ao Olimpia …uma mulher, uma voz, uma estrela.                                                                              |                                                 |                                       | [ 26 ]                                   |
| 1987                        | Desclassificada | I               | Xingu Paraíso, é mole ou quer mais?                                                                                                | Adoniran Ferreira                               | Carlos Medina                         | [ 26 ] [ 29 ]                            |
| 1988                        | Vice-campeã     | II              | Meu Brasil feiticeiro. |                                                 |                                       | [ 26 ]                                   |
| 1989                        | 5.º lugar       | I               | República das ilusões no país do blá, blá, blá.                                                                                    |                                                 | Cláudião da Vila                      | [ 26 ] [ 26 ] [ 30 ]                     |
| 1990                        | 6.º lugar       | 1A              | A União faz a força - A Vila canta paz e amor.                                                                                     | Alvino Machado                                  | Carlos Medina                         | [ 1 ]                                    |
| 1991                        | Vice-campeã     | 1A              | Antes de samba… semba. | Guaracy Feijó                                   | Carlos Medina                         | [ 26 ] [ 1 ] [ 31 ]                      |
| 1992                        | 6.º lugar       | 1A              | Corpo de dança, gestos e formas.                                                                                                   | Guaracy Feijó                                   | Paulão da Tinga                       | [ 1 ] [ 32 ]                             |
| 1993                        | 6º.º lugar      | 1A              | Das orgias do Egito às folias do Areal.                                                                                            | Edmar Batista dos Santos                        | Paulão da Tinga                       | [ 1 ]                                    |
| 1994                        | 6.º lugar       | 1A              | Nossa, que loucura! | Alvino Machado                                  | Sandro Ferraz                         | [ 1 ]                                    |
| 1995                        | 7.º lugar       | 1A              | Do campo dos sonhos, uma história de Reis.                                                                                         | Guaracy Feijó                                   | Roberto Costa                         | [ 1 ]                                    |
| 1996                        | 8.º lugar       | Especial        | Muito além dos sonhos. | Sérgio Pinto                                    | Roberto Costa                         | [ 1 ] [ 33 ]                             |
| 1997                        | 4.º lugar       | Intermediário A | A história de Krakorê e Akalaua no reino encantado da princesa Nauru.                                                              | Mano Brum                                       | Nêgo Edu                              | [ 1 ]                                    |
| 1998                        | Vice-campeã     | Intermediário A | Abre a mão e vem pra Vila que a cigana vai ler tua sorte.                                                                          | Mano Brum                                       | Mauriléia Maciel                      | [ 1 ] [ 34 ] [ 35 ]                      |
| 1999                        | 5.º lugar       | Especial        | Na passarela em alto estilo, Milka.                                                                                                | Guaracy Feijó                                   | Gilson Dornelles                      | [ 1 ] [ 36 ]                             |
| 2000                        | 3.º lugar       | Especial        | Sobre as asas de um anjo barroco ecoa um lamento Guarani.                                                                          | Marcos Pires, Roberto Marques e Sérgio D'Tanger | Gilson Dornelles                      | [ 9 ] [ 37 ]                             |
| 2001                        | 4.º lugar       | Especial        | De tamborins e castanholas, olé, IAPI.                                                                                             | Guaracy Feijó                                   | Gilson Dornelles                      | [ 26 ] [ 38 ]                            |
| 2002                        | 6.º lugar       | Especial        | Um sonho, uma realidade, Sogipa 135 anos de história.                                                                              |                                                 | Alexandre Belo                        | [ 26 ] [ 39 ]                            |
| 2003                        | 4.º lugar       | Especial        | A Vila como num passe de magia, ao amanhecer de um novo dia.                                                                       | Sérgio Guerra e Renan Delavega                  | Rudi                                  | [ 26 ] [ 40 ]                            |
| 2004                        | Vice-campeã     | Especial        | A poesia vem do céu. A Vila conta em verso e prosa a vida e obra de Luiz Coronel.                                                  | Daniel Borges, Sergio Guerra e Jonner Alves     | Rudi                                  | [ 26 ] [ 41 ]                            |
| 2005                        | 6.º lugar       | Especial        | Do mundo das comunicações, o Comando Maior é Sérgio Zambiasi.                                                                      | Daniel Borges                                   | Quinho                                | [ 42 ] [ 43 ] [ 44 ]                     |
| 2006                        | 5.º lugar       | Especial        | A Vila do IAPI e um sonho no reino da fantasia: Sou Rei por um dia.                                                                | Sérgio Ávila                                    | Zinho Melodia                         | [ 26 ] [ 45 ] [ 46 ]                     |
| 2007                        | 3.º lugar       | Especial        | Da construção a conquista, União da Vila põe a América a seus pés.                                                                 | Comissão de Carnaval                            | Vinícius Machado                      | [ 47 ] [ 48 ] [ 49 ]                     |
| 2008                        | 4.º lugar       | Especial        | Gaia, Terra – O coração que pulsa, um grito de alerta que ecoa pelo ar.                                                            | Sérgio Guerra e Renan Delavega                  | Vinícius Machado                      | [ 50 ] [ 51 ]                            |
| 2009                        | 6.º lugar       | Especial        | Arroz, o grão sagrado que na Vila tornou-se tesouro.                                                                               | Sérgio Guerra e Renan Delavega                  | Kaubi Tavares                         | [ 52 ] [ 53 ] [ 54 ]                     |
| 2010                        | 3.º lugar       | Especial        | Brasília, 50 anos de um sonho dourado no coração do Brasil                                                                         | Sérgio Guerra e Renan Delavega                  | Kaubi Tavares                         | [ 55 ] [ 56 ]                            |
| 2011                        | 4.º lugar       | Especial        | Com líquido dos deuses, vem pra vila brindar na Oktoberfest!                                                                       | Sérgio Guerra                                   | Kaubi Tavares                         | [ 57 ] [ 58 ] [ 59 ] [ 60 ]              |
| 2012                        | 6.º lugar       | Especial        | Água, Berço da Existência. | Sérgio Guerra                                   | Renan Ludwig                          | [ 61 ] [ 62 ] [ 63 ] [ 64 ]              |
| 2013                        | 7.º lugar       | Especial        | Minha Cabo Verde; Bioma Laboratorial do Mundo, Arquipélago no Meio do Atlântico.                                                   | Sérgio Guerra                                   | Renan Ludwig                          | [ 65 ] [ 66 ] [ 67 ]                     |
| 2014                        | Vice-campeã     | Especial        | Nos Trilhos da História! Canela, a Suíça Brasileira!                                                                               | Sérgio Guerra e Renan Delavega                  | Tinga e Aryzinho                      | [ 4 ] [ 68 ] [ 69 ] [ 70 ] [ 71 ] [ 72 ] |
| 2015                        | 6.º lugar       | Especial        | Revolução,Coragem e Liberdade! Um Mundo Preto e Branco, ela Coloriu. A Vila Apresenta: A Juventude do Brasil.                      | Sérgio Guerra e Renan Delavega                  | Tinga e Wilsinho                      | [ 73 ] [ 11 ] [ 74 ]                     |
| 2016                        | 6.º lugar       | Especial        | Visão da Vida, a Vila Definida em Lentes Bifocais: Abra Seus Olhos a Alegria Vem Aí!                                               | Sérgio Guerra                                   | Sandro Ferraz, Césinha e Borracha     | [ 2 ] [ 75 ] [ 76 ]                      |
| 2017                        | Vice-campeã     | Série Ouro      | De Porto a Porto o Sonho Aconteceu – Natalício, Uma Receita de Sucesso                                                             | Sérgio Guerra                                   | Igor Sorriso e Borracha               | [ 77 ] [ 78 ]                            |
| Desfile cancelado em 2018.' |                 |                 | |                                                 |                                       |                                          |
| 2019                        | 4.º lugar       | Série Ouro      | O Voto é Tua Única Arma, Prazer! Sou Alceu de Deus Collares, de Bagé                                                               | Sérgio Guerra                                   | Borracha                              | [ 81 ] [ 82 ] [ 83 ]                     |
| 2020                        | 8.º lugar       | Série Ouro      | De Azul, Vermelho e Branco, eu Sou a Vila que Vocês Pediram a Deus                                                                 | Sérgio Guerra                                   | Borracha                              | [ 12 ] [ 84 ]                            |
| Desfile cancelado em 2021.  |                 |                 | |                                                 |                                       |                                          |
| 2022                        | 8.º lugar       | Série Ouro      | Na Locomotiva da Cultura Popular Fiz Porto Alegre Minha Morada. o Príncipe Negro de Ajudá é Força, Raiz e Fé - IAPI, Batuque, Axé! | Sérgio Guerra e Zeca Swinguinho                 | Borracha, Lu Astral e Vilsinho Astral | [ 6 ] [ 86 ]                             |
| 2023                        | 8.º lugar       | Série Ouro      | Na Locomotiva da Memória, a Vila Canta Bodas de Diamante, Integração Brasil/Coréia do Sul!                                         | Sérgio Guerra                                   | Kaubi Tavares                         | [ 7 ]                                    |
| 2024                        | 9.º lugar       | Série Ouro      | Axabó, a Voz que Ressoa na Bahia, Ecoa na Vila!                                                                                    | Sérgio Guerra                                   | Lú Astral e Xulé                      | [ 13 ] [ 87 ]                            |
| 2025                        | 9.º lugar       | Série Ouro      | Da Estação da Alegria, á Estação Madureira, a Vila exalta o Império!                                                               | Sérgio Guerra                                   | Tinga                                 | [ 8 ] [ 88 ]                             |
| 2026                        |                 | Série Prata     | |                                                 |                                       |                                          |

## Títulos
| Títulos da União da Vila do IAPI | Títulos da União da Vila do IAPI | Títulos da União da Vila do IAPI | Títulos da União da Vila do IAPI |
| -------------------------------- | -------------------------------- | -------------------------------- | -------------------------------- |
| Grupo                            | Grupo                            | Títulos                          | Anos                             |
|                                  | Grupo-II (Atual Série Prata)     | 1                                | 1984                             |
|                                  | Grupo-III (Atual Série Bronze)   | 1                                | 1983                             |

## Prêmios
Estandarte de Ouro
- 2010: Harmonia, samba enredo, interprete e passista feminino.[89]
- 2011: 2ª passista feminino e rainha/madrinha de bateria.[90]
- 2012: Mestre-sala e porta-bandeira.[91]
- 2014: Bateria, evolução e porta-estandarte.[92]
- 2015: Mestre-sala e porta-bandeira.[93]
- 2016: Mestre-sala e porta-bandeira.[94]